# 식산계
식산계(殖産契)는 금융조합과 산업조합의 하부조직으로 1935년 3월 '식산계령'의 공포로 조직되었다. 이는 부락 내에 거주하는 자로 조직되는 소규모의 조합으로서, 법인격을 갖추었으나 협동조합적인 성격을 전혀 지니지 못하고 금융조합과 산업조합의 대행기관의 구실을 하는데 불과하였다. 식산계령의 공포를 계기로 금융조합은 우선 1개 조합당 4-5개의 부락을 선정하여 계를 설치하도록 하였으며, 1938년 이후는 식산계 확충 5개년계획을 수립, 1944년까지에는 전국 48,838개소(금융조합계)의 설립을 보게 되었는데 취급품목은 곡물·임산물·직물 등이었다.
중일전쟁에 이은 2차대전의 발발을 계기로 1940년에는 부락 단위의 생산확충계획이 수립되고, 식산계는 일본의 전시행정의 최첨단의 기수가 되도록 강요받았다. 특히 통제강화를 위한 조합원 확충에 적극적인 노력을 기울여 1944년에는 조합원 수가 281만명으로 늘어났으며, 1945년 6월 말 현재 식산계는 약 48,000개에 계원 수 320만명을 헤아리게 되었다.
광복 후 금융조합과 산업조합의 활동이 저조해짐에 따라 식산계의 활동도 부진상태를 면치 못하였으나 금융조합이 농사자금의 효율적인 공급을 위하여 지도식산계(指導殖産契)를 설치함으로써 식산계의 활동이 다시 활기를 찾기 시작하였다. 또한 협동조합 조직문제가 논의되면서 식산계를 단위조합적 조직체로 지도·육성하기 위하여 1954년 이래 식산계의 부흥사업이 전개되어 1955년 3월말 현재 식산계의 수는 34,755개소, 계원 수는 220만명에 달하였으며 공동경작지로 논 83만평, 밭 81만평을 소유하였고 발동기·양수기 등의 공동시설을 가지고 있었다. 그러나 식산계는 1957년에 제정된 '농업협동조합법'에 의하여 그 업무와 재산의 일체를 이동(異洞)농업협동조합에서 인수, 청산하게 됨으로써 해산하고 말았다.